# Rudolf Gerlach-Rusnak
Rudolf Gerlach-Rusnak (ukrainisch Рудольф Герлах-Руснак; eigentlich Orest Rusnak/ Орест Руснак; * 24. Juli 1895 in Duboutz bei Czernowitz, Bukowina; † 23. Januar 1960 in München) war ein ukrainisch-deutscher Opern- und Konzertsänger in der Stimmlage lyrischer Tenor.

## Leben
Gerlach wurde als Orest Rusnak im Gebiet der heutigen Ukraine geboren. Im Ersten Weltkrieg diente er als Offizier in der österreichisch-ungarischen Armee. Er begann sein Gesangsstudium im Jahr 1918 bei Eugen Fuchs in Prag. Sein Debüt als Rodolfo in La Bohème fand 1923 in Olmütz statt. Er sang dann 1924 bis 1926 am Theater in Königsberg und 1926 bis 1927 in Stettin. Anschließend studierte er neuerlich bei Jacques Stückgold in Paris und bei Lari in Mailand. Von 1928 bis 1930 sang Gerlach in Chemnitz und in den nächsten zwei Jahren in Graz. 1931 wurde er Mitglied des Ensembles der Bayerischen Staatsoper in München, wo er unter dem Namen Rudolf Gerlach-Rusnak, später dann aber auch als Rudolf Gerlach, sang. Bis 1937 blieb er in München und absolvierte seither zahlreiche Gastauftritte in Wien und anderswo. In der Uraufführung von Franz Schmidts Oratorium Das Buch mit sieben Siegeln im Wiener Musikverein unter Oswald Kabasta (1938) interpretierte Rudolf Gerlach die Hauptpartie, den Evangelisten Johannes. Von 1941 bis 1942 sang er in Bremen, anschließend in Innsbruck. Nachdem er sich Herzprobleme zugezogen hatte, musste er sich zunächst aus der aktiven Karriere zurückziehen, doch sang er bald wieder und gastierte 1957 in Kanada und den USA.
Gerlach-Rusnak hatte eine lyrisch-heldische Tenorstimme mit einem markanten Timbre und eine außergewöhnliche Höhe. Zu seinen erfolgreichsten Rollen zählen der Edgardo in Lucia di Lammermoor, der Herzog in Rigoletto, Chapelou im Postillon von Lonjumeau, Narraboth in Salome und der Matteo in Arabella.
Gerlach sang die Partien – wie in dieser Zeit üblich – in deutscher Übersetzung. Er hinterließ Schallplatten bei Electrola (Berlin 1932–33), in den USA entstanden später Aufnahmen ukrainischer Volkslieder. Für den Reichsrundfunk Stuttgart wirkte er 1938 bei einer Gesamtaufnahme von Mussorgskys "Boris Godunow" in der Rolle des Dimitri mit.